# جردن کر
 جردن کر (انگلیسی: Jordan Kerr؛ زاده ۲۶ اکتبر ۱۹۷۹) یک تنیس‌باز اهل استرالیا است.